# Polnischer Untergrundstaat

Inoffizielle Flagge der Polnischen Heimatarmee mit der sogenannten Kotwica

Polnischer Untergrundstaat (polnisch Polskie Państwo Podziemne) ist ein Begriff, der die Gesamtheit der polnischen Widerstandsorganisationen im Zweiten Weltkrieg beschreibt, sowohl militärisch als auch zivil.

## Begriff
Die Verwendung des Begriffs Untergrundstaat in Abgrenzung zum Widerstand in anderen Staaten soll die Anbindung einer Mehrheit der Untergrundaktivitäten an die polnische Exilregierung in London unterstreichen. Diese Orientierung an einer als legitim angesehenen Regierung wird in Polen meist als deutlich enger als in anderen Staaten unter deutschen Besatzung bewertet.

## Struktur
Der Untergrundstaat bildete sich in Polen rasch im Zuge der deutschen Unterdrückung und schloss an die lange Tradition des polnischen Widerstandes gegen fremde Besatzer im Rahmen der Polnischen Teilungen an.
Der militärische Teil bestand vor allem aus verschiedenen Zweigen der Polnischen Heimatarmee und sollte die polnische Gesellschaft auf einen zukünftigen Kampf um die Befreiung des Landes vorbereiten. Abgesehen von Widerstand, Sabotage, Ausbildung und Propaganda war es Aufgabe des militärischen Arms des polnischen Untergrundstaates, die Kommunikation mit der Exilregierung in London aufrechtzuerhalten sowie den zivilen Arm des Staates zu schützen. Die Hauptrolle des Letzteren lag in der Aufrechterhaltung der Kontinuität des polnischen Staates als Ganzem, inklusive seiner Institutionen, darunter Polizei, Gerichte und Bildungseinrichtungen auf allen Ebenen, von den Grundschulen, über die Oberschulen bis zu den Hochschulen. Es fand u. a. eine konspirative Ausbildung an Untergrunduniversitäten in Warschau, Krakau, Wilna und Lemberg statt. Es wurde auch ein geheimes Presse- und Sozialfürsorgewesen organisiert. Die Geldmittel hierfür stammten aus der Bevölkerung selbst oder aus Mitteln, die aus London eingeschleust worden waren. Dieser zivile Arm des Widerstandes ging nahtlos in den Aufbau bewaffneter Verbände über. Es sollten Kader und Institutionen für die Übernahme der Macht nach der deutschen Niederlage im Zweiten Weltkrieg ausgebildet werden.
Der Gedanke hinter dem polnischen Untergrundstaat bestand darin, dass die Besetzung Polens durch das Deutsche Reich und durch die Sowjetunion völkerrechtswidrig war. Daher wurden auch alle Institutionen der Besatzungsmächte als illegal angesehen und durch parallele polnische Institutionen, die polnischem Recht folgten, „gedoppelt“.

## Organisation
Militärischer Bereich
- Hauptquartier der AK
- Gebietshauptquartiere der AK
- Kreishauptquartiere der AK
- Leitung der Sabotage (Kierownictwo Dywersji, KeDyw)
- Leitung des Kampfes

Ziviler Bereich
- Regierungsvertretung im Lande (Delegatura Rządu na Kraj)
- Leitung des Zivilen Kampfes (Kierownictwo Walki Cywilnej)
- Gebietsvertretungen

## Geschichte

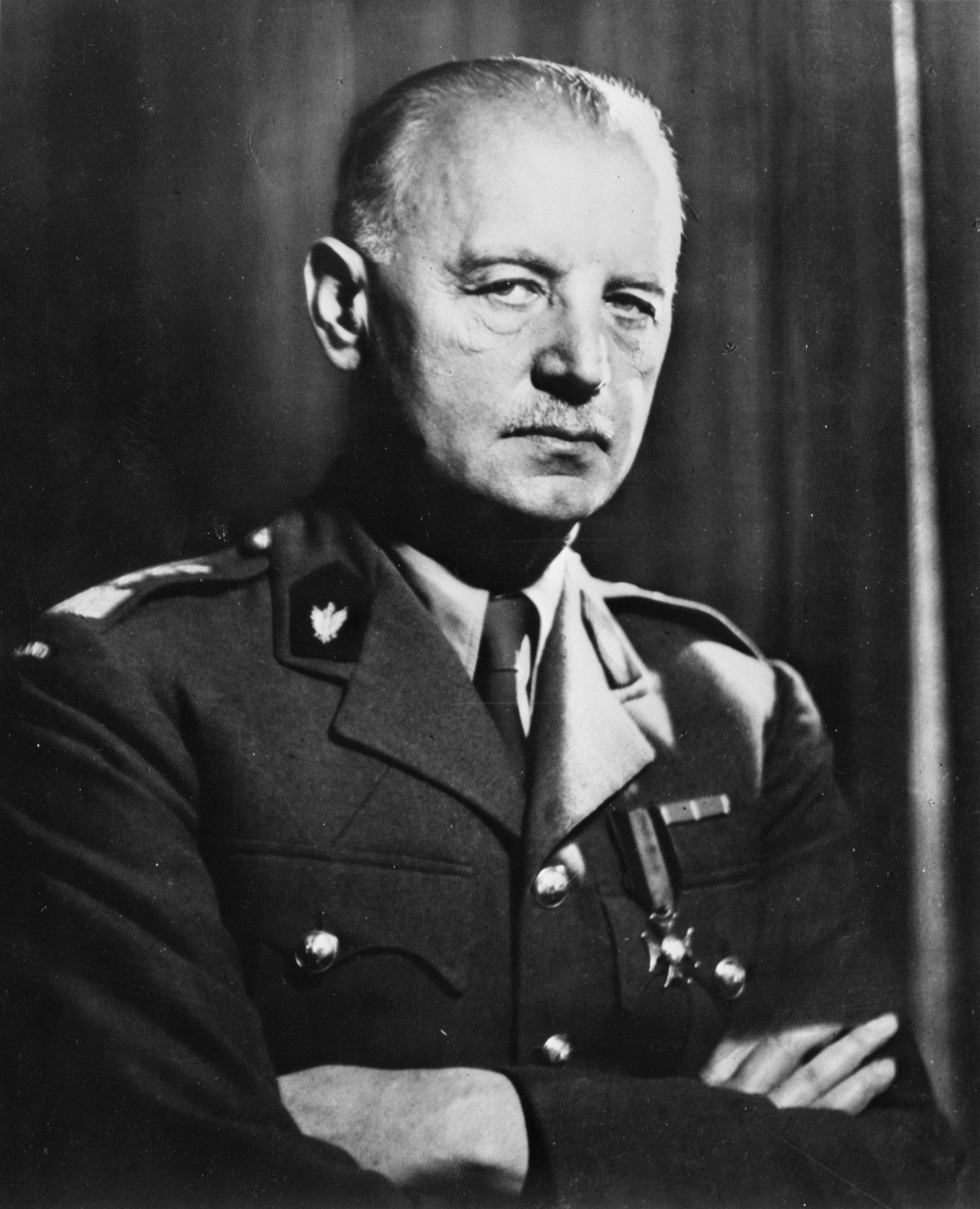
Wladyslaw Sikorski, Ministerpräsident der Polnischen Exilregierung 1939 bis 1943

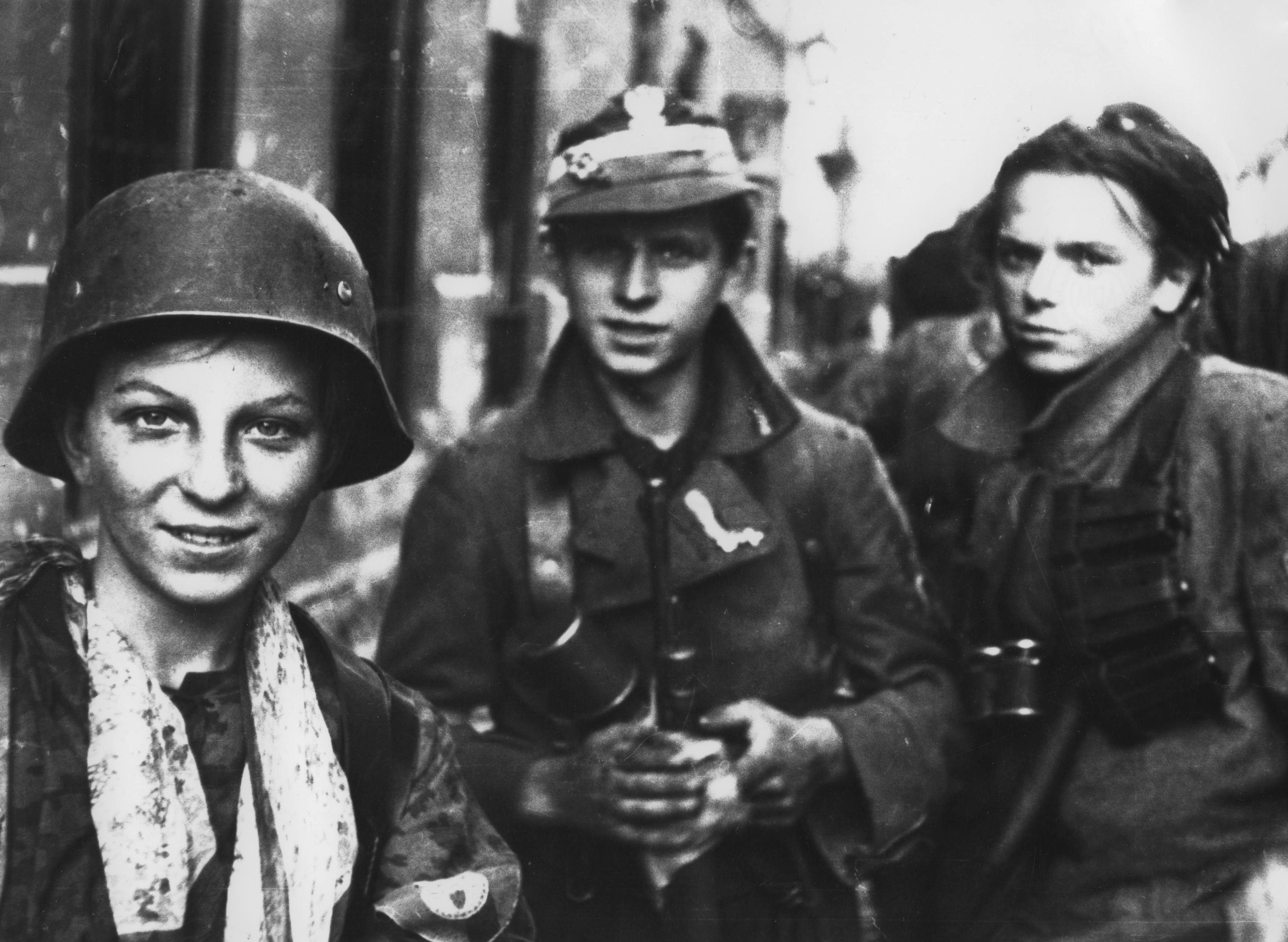
Polnische Pfadfindersoldaten im Warschauer Aufstand von 1944

Eine Gruppe polnischer Offiziere um General Michał Karaszewicz-Tokarzewski gründete am 27. September 1939, also kurz vor der Kapitulation und noch vor der Entstehung der Exilregierung, die Untergrundorganisation Służba Zwycięstwu Polsce (Dienst für den Sieg Polens, SZP). Die Organisation war auf den Aufbau konspirativer militärischer Strukturen nach dem Vorbild der Polska Organizacja Wojskowa aus dem Ersten Weltkrieg ausgerichtet und nahm in den folgenden Monaten zahlreiche Offiziere auf, die der deutschen Gefangenschaft entgangen waren. Zugleich wurde ein politischer Unterbau etabliert und Kontakte zu den Vertretern verschiedener politischer Parteien geknüpft. Ende 1939 bestand eine grobe Organisation des SZP insbesondere in einigen Städten Mittel- und Südpolens. Des Weiteren bildeten sich bereits Wochen nach der Niederlage der regulären Armee weitere Widerstandsgruppen. Sie speisten sich vorwiegend aus dem Reservoir ehemaliger Offiziere und Beamter sowie aus den Jugendorganisationen der Parteien und aus weiteren politischen und gesellschaftlichen Organisationen. Insbesondere Pfadfinderorganisationen (Szare Szeregi) stellten später einen großen, und oftmals besonders motivierten Teil der Rekruten für den Widerstand. Es gab allerdings auch politische Konflikte. So stießen vor allem Vertreter des autoritären Sanacja-Regimes der Vorkriegszeit auf Ablehnung durch andere politische Strömungen des sich bildenden Untergrundstaats. Insgesamt entwickelte sich während der Besatzungszeit einer Vielzahl bewaffneter und unbewaffneter Untergrundgruppen. Ebenso vielfältig war die Untergrundpresse. Die Anzahl ihrer Titel stieg von 200 im Jahr 1940 auf mehr als 600 im Jahr 1944.
Auch zwischen der Polnischen Exilregierung und dem Untergrundstaat gab es Spannungen. Ende 1939 gründete die Exilregierung den Verband für den bewaffneten Kampf (poln.: Związek Walki Zbrojnej, ZWZ), der ihren Führungsanspruch auch der militärischen Untergrundaktivitäten im Heimatland durchsetzen sollte. Dies gelang nicht, aber in den folgenden Jahren etablierte sich eine Zusammenarbeit zwischen dem ZWZ und den meisten Untergrundgruppen. Auf der anderen Seite war spätestens mit der Verlegung der Exilregierung nach Großbritannien im Juni 1940 eine tatsächliche Steuerung des Untergrunds praktisch kaum noch durchführbar, so dass General Stefan Rowecki, bis dahin Gebietskommandeur des ZWZ für Warschau, eine größere Autonomie und die Zuständigkeit für das gesamte Land erhielt. Der ZWZ gab auch das Biuletyn Informacyjny heraus, das bald zum wichtigsten Titel der Untergrundpresse wurde.
Zur Steuerung der zivilen Aspekte des Untergrundstaats installierte die Exilregierung das Amt des Delegaten. Erster Inhaber dieses Amtes war von Dezember 1940 der ehemalige Posener Bürgermeister Cyryl Ratajski. Er sollte Entscheidungen der Exilregierung im Land durchsetzen und nach der erwarteten Befreiung die Geschäfte bis zur Rückkehr der Regierung führen. In der Folge baute er eine Delegatur mit elf Departements auf, was einer Regierung mit elf Ministerien entsprach. Auch eine regionale Struktur in den einzelnen Woiwodschaften entstand. Wegen der Besatzung konnten die Departements nicht die typischen Aufgaben von Ministerien ausfüllen, übernahmen aber eine Reihe spezieller Funktionen. Das umfasste die Vorbereitung auf eine künftige souveräne Staatlichkeit mit Gesetzesentwürfen und der Berufung von Polizeipersonal, Betreuung von Polen in deutscher Gefangenschaft und Zwangsarbeit sowie von deren Familien, Unterstützung von Juden, die Unterrichtung der Exilregierung über die Lage im Land, die Organisation geheimen Schul- und Universitätsunterrichts (insbesondere im Generalgouvernement) und die Dokumentation von Kunstraub durch die Deutschen. Die Delegatur wurde von der Exilregierung mit Geld vor allem aus britischen Darlehen finanziert. 1943 betrug ihr Budget umgerechnet vier Millionen US-Dollar, im folgenden Jahr zwölf Millionen. Größte Ausgabenposten waren soziale Fürsorge und Bildung.
Die Funktionärsposten in der Delegatur wurden zunächst vor allem mit Vertretern konservativer Strömungen besetzt, was zu erheblichen Konflikten mit der Bauernpartei führte. Nach dem Rücktritt Ratajskis im September 1942 übernahm der Bauernpartei-Funktionär und Statistikprofessor Jan Piekałkiewicz seine Nachfolge. Dieser versuchte die Macht des Delegaten auszubauen und es zugleich unabhängiger von der Exilregierung zu machen. Piekałkiewicz starb am 19. Februar 1943 in Gestapohaft an den Folgen von erlittener Folter. Dritter Delegat wurde Jan Stanisław Jankowski von der Arbeitspartei, der vor dem Krieg Minister gewesen war und in der Delegatur das Departement für Arbeit und Wohlstand geleitet hatte. Jankowski gelang es in kurzer Zeit, einen großen Teil der Konflikte zwischen politischen Gruppen abzubauen. Damit trug er wesentlich auch zur Vereinigung der bewaffneten Untergrundgruppen bei.
Nach dem ZWZ war die Organisation der Bauernpartei die stärkste Gruppierung innerhalb des Widerstands. Sie lehnte eine Zusammenarbeit mit dem ZWZ zunächst ab, obwohl die Partei auch an der Exilregierung beteiligt war. Die in Polen aktiv verbliebenen Funktionäre der Bauernpartei befürchteten, dass die ZWZ ein befreites Polen nach dem Vorbild der autoritären Regierungen der Zwischenkriegszeit gestalten würden. Die Bauernpartei wollte hingegen soziale und wirtschaftliche Reformen zugunsten der Landbevölkerung durchsetzen. Entsprechend stellte die Parteiführung ab 1940 mit den Bauernbataillonen eigene Militäreinheiten auf, die bis 1944 rund 160.000 Mann stark wurden und nach der Heimatarmee die schlagkräftigste Formation waren. Erst 1943 wurden die Bauernbataillone schrittweise in die Heimatarmee eingegliedert. Jedoch wurde dieser Prozess bis zum Kriegsende nicht abgeschlossen.
Die Polnische Sozialistische Partei lehnte sich hingegen früh an den ZWZ an und integrierte ihre bewaffneten Verbände 1942 vollständig in die Armia Krajowa, war aber auch auf gute Verbindungen zur Bauernpartei bedacht. Ihr Ziel waren umfassende soziale Reformen in einem polnischen Nachkriegsstaat. Zugleich positionierte sie sich strikt antikommunistisch. Die konservative Arbeitspartei spielte in der Exilregierung eine gewisse Rolle, war im Untergrundstaat im besetzten Heimatland jedoch weitgehend bedeutungslos.
Die geheimdienstliche Arbeit des Untergrundstaats war vor allem bei der Organisation Kierownictwo Walki Cywilnej (KWC, dt.: Leitung des zivilen Kampfes) unter der Leitung von Stefan Korboński angesiedelt. Über Verhaltensregeln und Strafmaßnahmen versuchte sie die Kollaboration mit den Deutschen zu bekämpfen. Auch gab Korboński Informationen an den polnischsprachigen Radiosender Swit in Großbritannien weiter.
Im Februar 1942 wurde der ZWZ in Armia Krajowa (dt.: Heimatarmee, Abkürzung: AK) umbenannt. Zu diesem Zeitpunkt war die Einbindung einer Mehrheit der militärischen Untergrundorganisationen weitgehend abgeschlossen. Die AK umfasste 1944 rund 300.000 bis 350.000 Mitglieder. Diesem Bündnis blieben nur die Kräfte der extremen Rechten und der extremen Linken fern: Auf der einen Seite die rechtsnational-antikommunistische NSZ-Miliz mit rund 35.000 Mitgliedern, auf der anderen Seite die kommunistische Armia Ludowa (dt.: Volksarmee; Abkürzung: AL), die sich nach dem Überfall auf die Sowjetunion als Gegenpol zur AK aufzubauen versuchte. Sie erreichte rund 100.000 Mitglieder.
London und die AK-Führung in Polen waren sich einig, dass die Hauptaufgaben des Widerstandes darin bestehen sollten, Spionagearbeit für die Alliierten zu leisten, die deutsche Rüstung und das Transportwesen durch Sabotageakte zu schädigen, und besonders brutale Aktionen des Besatzers zu vergelten. Man wollte zunächst keine offenen kriegerischen Aktionen durchführen. Zum einen wegen der zu Beginn noch geringen militärischen Stärke des ZWZ, zum anderen um seitens der deutschen Besatzer keine Repressionen gegenüber der Zivilbevölkerung zu provozieren. Der Befehlshaber des ZWZ im Untergrund, Oberst Stefan Rowecki schrieb im November 1939: Der Widerstand kann erst dann offen auftreten, wenn Deutschland zusammenbricht, oder zumindest ein Bein einknickt. Dann sollten wir fähig sein, im zweiten Bein Adern und Sehnen durchzuschneiden, damit der deutsche Koloss umfällt.
Der Widerstand radikalisierte sich erst, als man erkannte, dass sein „gemäßigtes“ Auftreten keinen Einfluss auf die radikale Unterdrückung und Vernichtung der Polen und Juden durch die deutschen Besatzer hatte. 1943 wurde die Kedyw als Organisation für Sabotage und Diversionsakte gegründet. Unter ihrer Ägide wurden Brandanschläge, Diversionsakte, Gefangenenbefreiungen und sogar Anschläge auf SS-Führer geplant und durchgeführt.
Der Widerstand stand über Kuriere in Verbindung mit der polnischen Exilregierung und wurde von ihr finanziell und – zu einem geringen Ausmaß – auch mit Waffen unterstützt. Ebenso betrieb der Widerstand groß angelegte Spionageoperationen im Dienste der Alliierten. Man entschlüsselte unter anderem die Produktionsstandorte der Raketenwaffe V1. Im Juli 1944 wurde eine zerlegte V2-Rakete, die von polnischen Widerstandskämpfern erbeutet worden war, von der RAF nach England ausgeflogen.

### Aktion Burza
Im Jahre 1944 ging die Heimatarmee zur Aktion „Burza“ („Gewitter“) über. Das Ziel der Operation war es, die sich auf der Flucht befindenden deutschen Einheiten durch Militäraktionen und Sabotage zu schwächen beziehungsweise zu vertreiben und den einrückenden sowjetischen Truppen die Möglichkeit zu nehmen, eine pro-sowjetische Regierung in Polen zu etablieren.
Letztendlich waren nur die Aufstände in Wilna und Lemberg erfolgreich. Die dortigen Einheiten wurden dann aber von den Sowjets entwaffnet und zum Teil deportiert.

#### Warschauer Aufstand
Am 1. August 1944 begann der Warschauer Aufstand, der die größte einzelne bewaffnete Erhebung im besetzten Europa während des Zweiten Weltkrieges darstellte. Die Aufständischen der Heimatarmee kämpften 63 Tage gegen die deutschen Besatzungstruppen, bevor sie mangels Unterstützung von außen und angesichts der aussichtslosen Situation kapitulierten.
Nach den beiden erfolglosen militärischen Operationen war der Untergrundstaat durch die weitgehende Zerschlagung seiner militärischen Komponente und großer Verluste auch in seinem zivilen Personal erheblich geschwächt. Hinzu kam die Verfolgung durch das sowjetische Militär und den NKWD. Im Verlauf des Jahres 1944 brach daher zunehmend auch die Kommunikation mit der Exilregierung in London zusammen.

## Auflösung und Repressalien in der Nachkriegszeit
Am 31. Dezember 1944 erkannte die UdSSR das Lubliner Komitee einseitig als einzige rechtmäßige Regierung Polens an. Zuvor war der polnische Premier Mikołajczyk erfolgreich von den Westalliierten und der Sowjetunion zur Anerkennung der Westverschiebung Polens gedrängt worden. Die sowjetische Seite hatte dessen Zustimmung sowieso nicht abgewartet. Das NKWD hatte im Oktober 1944 mit der Repatriierung von polnischen Einwohnern östlich der Curzon-Linie begonnen.
Angesichts der militärischen Dominanz der Roten Armee und der mit ihr verbündeten polnischen Verbände gab Leopold Okulicki als Befehlshaber der Heimatarmee am 19. Januar 1945 die Anweisung zur Auflösung der Organisation. Im Juli 1945 erfolgte auch die Auflösung der zivilen Strukturen des Polnischen Untergrundstaates.
Als einer der ersten westlichen Beobachter sah George Orwell den Weg Polens in einen von der Sowjetunion abhängigen Satellitenstaat.

“No, the 'Lublin Regime' is no victory for socialism. It is the reduction of Poland to a vassal state … Woe to those who want to maintain their independent views and policies.”

„Nein, das ‚Regime von Lublin‘ ist kein Sieg für den Sozialismus. Es ist die Herabsetzung Polens zu einem Vasallenstaat. … Wehe denen, die ihre unabhängigen Vorstellungen und Grundsätze aufrechterhalten wollen.“

Die Soldaten der Heimatarmee oblagen Repressalien seitens der Kommunisten und des Geheimdienstes des sowjetischen NKWD.
Das Bestreben, die nicht von Moskau abhängigen Kräfte zu unterdrücken, richtete sich auch stark gegen die ehemaligen Widerstandskämpfer. Das Lubliner Komitee hatte schon während des Warschauer Aufstandes in seinen Schriften die AK als Verräter und als von Volksdeutschen unterwandert bezeichnet. Die Führung der Heimatarmee wurde der Kollaboration mit Deutschland bezichtigt.
Im Polen der Nachkriegszeit wurde diese Ausschaltung potenziell oppositioneller Kräfte schnell mit Hilfe der sowjetischen Sicherheitsdienste vorangetrieben. Ein entscheidender Schlag erfolgte am 27. und 28. März 1945, als der NKWD-Sekretär Iwan Alexandrowitsch Serow führende Vertreter des Untergrundstaats, darunter Okulicki, zu vorgeblichen Verhandlungen nach Pruszków einlud. Die 16 Funktionäre wurden verhaftet, nach Moskau gebracht und dort inhaftiert.
Im Juni 1945 wurde in Moskau ein Schauprozess gegen die Entführten veranstaltet. Es wurden Freiheitsstrafen von vier Monaten bis zu zehn Jahren verhängt. Mehrere Verurteilte starben unter ungeklärten Umständen in den sowjetischen Straflagern. Nach diesem Beispiel richtete sich auch die Behandlung der einfachen Soldaten in Polen selbst. Einige von ihnen wurden in die Sowjetunion deportiert oder in ihrem Heimatland ins Gefängnis geworfen. In Polen selbst folgten Schauprozesse gegen AK-Soldaten bis in die 50er-Jahre. Sie galten als Verstoßene Soldaten. Des Weiteren waren die ehemaligen Widerstandskämpfer und deren Familienangehörige meistens vom Studium und einer beruflichen Karriere in der sozialistischen Planwirtschaft ausgeschlossen.
Am 1. Juli 1945 stellten die Regierungsdelegaturen und sonstigen Strukturen der Exilregierung in Polen ihre Arbeit ein. Die Vertreter von Bauernpartei und Sozialistischer Partei verließen den Untergrund, um die inzwischen wieder zugelassene offene Parteiarbeit aufzunehmen. Im Untergrund blieb lediglich die Nationale Partei.
Am 5. und 6. Juli 1945 erkannten Großbritannien und die USA die inzwischen gebildete, kommunistisch dominierte Regierung der nationalen Einheit an. Die meisten anderen Länder der Erde folgten diesem Schritt kurz darauf. Damit war dem politischen Untergrundstaat weitgehend die Grundlage entzogen. Angriffe von Partisanen auf sowjetische und volkspolnische Vertreter und Strukturen setzten sich, zunächst durch die Reste der AK, dann zunehmend durch nationalistische Gruppen getragen, bis Ende der 1940er Jahre fort.
Am 2. August 1945 erließ die kommunistisch dominierte Regierung eine Amnestie für Mitglieder der Untergrundgruppen. Rund 30.000 Soldaten der AK nahmen diese Möglichkeit wahr, schätzungsweise die gleiche Zahl blieb im bewaffneten Untergrund. Bei weitem die Mehrheit stellte die bewaffnete Tätigkeit ein, ohne um Amnestie zu ersuchen.
Über das Jahr 1946 zogen sich Kampfhandlungen zwischen Untergrundverbänden und Staatsmacht hin, bei denen rund 10.000 Menschen fielen. Dazu kamen zahlreiche Morde, die von beiden Seiten ausgeführt wurden und Todesurteile von Militärgerichten. Im Frühjahr 1947 verkündete die gerade durch Wahlen gestärkte kommunistische Regierung eine umfassende Amnestie. 5800 politische Häftlinge wurden freigelassen, in 1600 Fällen eine Strafmilderung ausgesprochen. Zudem nutzten zahlreiche im Untergrund verbliebene Kämpfer die Amnestie. Von fast 60.000 Personen ist in den Unterlagen des Sicherheitsdienstes die Rede. Vor allem Anführer verblieben im Untergrund oder flohen in den Westen. Ende 1947 wurde der letzte größere bewaffnete Verband des Untergrunds zerschlagen. Kleinere bewaffnete Gruppen wurden bis Anfang der 1950er Jahre gestellt und verurteilt. Propagandatätigkeiten setzten sich vereinzelt bis 1955 fort.

## Widerstandsgruppen außerhalb des Untergrundstaats
Im Verlauf der Besatzungszeit integrierten sich die meisten polnischen Widerstandsgruppen in die von der Exilregierung angelegten Strukturen oder kooperierten zumindest mit diesen. Lediglich Gruppen an den Rändern des politischen Spektrums lehnten dies ab.
Die größte dieser Gruppe waren die polnischen Kommunisten. Diese wurden erst spät aktiv, da die Komintern 1938 die Kommunistische Partei Polens aufgelöst hatte. Erst mit dem deutschen Überfall auf die Sowjetunion im Sommer 1941 begann in Moskau die Ausbildung kommunistischer polnischer Kader, die im polnischen Untergrund tätig werden sollten. Um die Jahreswende 1941/42 sprangen Mitglieder dieser Gruppe mit dem Fallschirm über Polen ab und waren maßgeblich an der Neugründung der Partei als Polska Partia Robotnicza beteiligt. Gleichzeitig mit der Parteigründung stellten die Kommunisten die Gwardia Ludowa, ab Mitte 1944 Armia Ludowa, als eigenen bewaffneten Verband auf, der von 1943 an im größeren Umfang den Partisanenkampf gegen die Besatzer führte. Im Verlauf des Jahres 1943 traten die Kommunisten zunehmend aggressiv gegenüber der Exilregierung und ihren Organen auf, die aus kommunistischer Sicht reaktionär war und zudem der Zusammenarbeit mit den Besatzern beschuldigt wurde. Mit dem Landesnationalrat schuf die PPR Anfang 1944 eine parlamentsartige Versammlung, die ihr Legitimität für den Aufbau eines sozialistischen Nachkriegspolens im Gegensatz zu den Plänen der Exilregierung verleihen sollte.
Auf der politisch rechten Seite formierten sich die Narodowe Siły Zbrojne (NSZ), die sowohl militärische Verbände unterhielten als auch Strukturen für eine zivile Verwaltung im Rahmen eines nationalistischen Einparteienstaats nach der erwarteten Befreiung Polens aufbauten. Zwischen März und November 1944 waren ihre bewaffneten Truppen teilweise in die AK integriert, wurden dann aber wieder ausgeschlossen. Ein Teil der NSZ-Bewaffneten ging von Sommer 1944 an im Raum Kielce und Częstochowa in Kollaboration mit den Deutschen gegen sowjetischen und sozialistische polnische Partisanen sowie gegen vermeintliche Kommunisten in der Zivilbevölkerung vor. Mit rund 1500 Mann schlossen sie sich im Januar 1945 den abziehenden Deutschen an.